# Alojzij Knap
Alojzij Knap, slovenski pilot, * 14. junij 1904, Cerknica, † 3. maj 1933, Beograd.
Alojzij Knap, po domače Klemenov Lojze, se je rodil v družini Ivane (Rožanc) Knap in očeta Andreja Knapa. Že od malega si je želel leteti. Marca 1910 ga je oče peljal na ogled letalske prireditve v Miren pri Gorici, na kateri je Edvard Rusjan opravil uspešen let z letalom Eda V. Na tej prireditvi se je pri petih letih odločil, da bo postal pilot. Z osemnajstimi leti je iz rodne Cerknice odšel v pilotsko šolo v Kragujevac, ki jo je končal z odliko. Potem je služboval v Zemunu, kjer je prav tako z odliko opravil oficirski izpit za pilota lovca. 
V času njegovega službovanja sta se zaljubila z izjemno lepim in dekletom iz premožne družine. Starši so ji branili poroko z vojaškim pilotom, zato se je njuna zgodba dokaj nesrečno končala. Lojze se je, še preden je dopolnil devetindvajset let, po bleščeči zmagi na mednarodnem aeromitingu z letalom vred zrušil v Savo. Njegovo truplo so z vlakom prepeljali do Rakeka, od tam pa v Cerknico, kjer so ga pokopali na cerkniškem pokopališču.